# Arctoraja
Arctoraja ist eine Rochengattung aus der Familie der Weichnasenrochen (Arhynchobatidae), die mit drei Arten vom nördlichen Japan über die Kurilen und die Beringstrasse bis an die Küsten des südöstlichen Alaska vorkommt.

## Merkmale
Arctoraja-Arten erreichen eine Länge von 35 bis 135 Zentimeter. Die folgenden Merkmale unterscheiden die Gattung von Bathyraja. Der abgeflachte Schwanz ist relativ kurz; er hat eine Länge von 79 bis 85 % der Brustflossenspannweite und die Schwanzflosse ist klein. Mehr als 86 Schwanzwirbel befinden sich vor der weit hinten auf dem Schwanz sitzenden Rückenflosse. Die Stacheln im Nacken- und Schulterbereich sind groß und kräftig. Ansonsten ist der Rücken fast glatt und nur mit einzelnen sternförmigen Hautzähnchen besetzt. Auch die Unterseite der Rochen ist glatt. Das Rostrum ist schmal, mäßig lang, weich und abgerundet. Die Anzahl der Rumpfwirbel beträgt 35 bis 40. Der Spiraldarm hat 11 bis 13 Windungen. Weitere für die Gattung typische Merkmale betreffen die Klaspern und die eigenartigen Eikapseln.

## Systematik
Arctoraja wurde 1958 durch den japanischen Zoologen Reizo Ishiyama als Untergattung von Breviraja eingeführt. 1968 synonymisierten Carl Hubbs und Ishiyama Breviraja mit der Gattung Bathyraja. 2011 wurde Arctoraja als Untergattung der Gattung Bathyraja revalidiert, heute wird Arctoraja als eigenständige Gattung angesehen. In der Familie der Weichnasenrochen (Arhynchobatidae) bildet Arctoraja zusammen mit den Gattungen Bathyraja und Rhinoraja die Tribus Bathyrajini.

## Arten
Zur Gattung gehören drei Arten:
- Arctoraja parmifera (Bean, 1881)
- Arctoraja sexoculata (Misawa, Orlov, Orlova, Gordeev & Ishihara, 2020)
- Arctoraja simoterus (Ishiyama, 1967)